# TetraVex

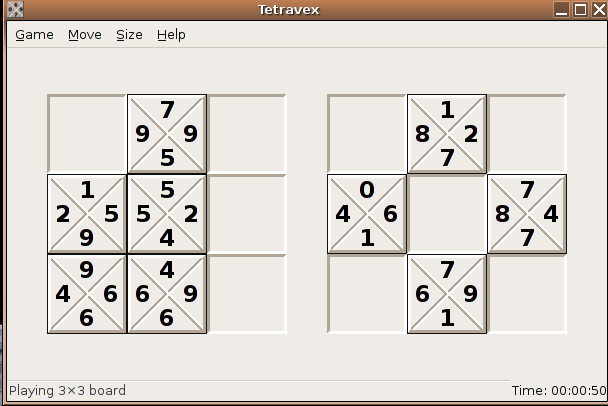
GNOME-Version von TetraVex

Tetravex ist eine Art eines Puzzlespiels, bei dem eine Menge von quadratischen Teilen zu einem großen Quadrat anzuordnen sind. Jede der vier Seiten eines Teiles ist mit einer Zahl beschriftet (altgriechisch τετρα = vier, lateinisch vexo = zerrütten). Nebeneinanderliegende Seiten müssen in der Lösungsanordnung die gleiche Zahl haben.

## Strategie
Bei n Teilen gibt es n! mögliche Anordnungen; bei 9 Teilen sind dies 362880. Es kann mehrere, oder auch keine Lösungen geben. Zudem gibt es 362880 × 40 = 14515200 verschiedene Spielmöglichkeiten für eine 9×9-Tetravex. Die Zahl 362880 ist die Anzahl der Möglichkeiten für die Anordnung der Steine: Da jeder Stein vier Seiten hat, auf die alle 10 Ziffern fallen können, gibt es 40 (vier Seiten mal 10 Ziffern) verschiedene Möglichkeiten für jede Anordnung.
Eine einfache Backtrackingstrategie wäre, die Felder des Lösungsquadrates von einer Ecke bis zur gegenüberliegenden mit Teilen zu füllen. Kommen dabei zwei unterschiedliche Zahlen nebeneinander zum Liegen, wird das zuletzt gelegte Teil 
durch ein alternatives ersetzt. Gibt es keine Alternative mehr, wird die Belegung des zu vorletzt bearbeiteten Feldes ersetzt, und so weiter. Auf diese Weise müssen nicht alle möglichen Kombinationen vollständig gelegt werden. 
Eine Heuristik, um die Problemgröße eventuell einschränken zu können, ist es, Rand- und Eckteile auszumachen. Hat beispielsweise ein Teil oben eine 7, aber kein anderes Teil unten eine 7, so muss dieses Teil am oberen Rand des Lösungsquadrates angeordnet werden. 

## Varianten
Gewöhnlich wird mit 9 Teilen gespielt. Häufig sind auch 4er- oder 16er-Puzzles. Auch eine nicht-quadratische Anordnung ist möglich. Da für jedes Spiel neue Teile benötigt werden, ist Textravex meist als Computerspiel umgesetzt. Meist werden die Zahlen von 0 bis 9 verwendet, es können aber beliebige Paare verwendet werden, etwa auch Farben, Bilder oder Vokabeln.

## Implementierungen
Die älteste Implementierung als Computerspiel stammt aus dem Microsoft Windows Entertainment Pack 3. Eine weitere Version ist ein OpenSource-Spiel für GNOME. Dazu gibt es auch Versionen als Browserspiel.